# Ratsgießhaus

Das Ratsgießhaus

Das Innere des Ratsgießhauses

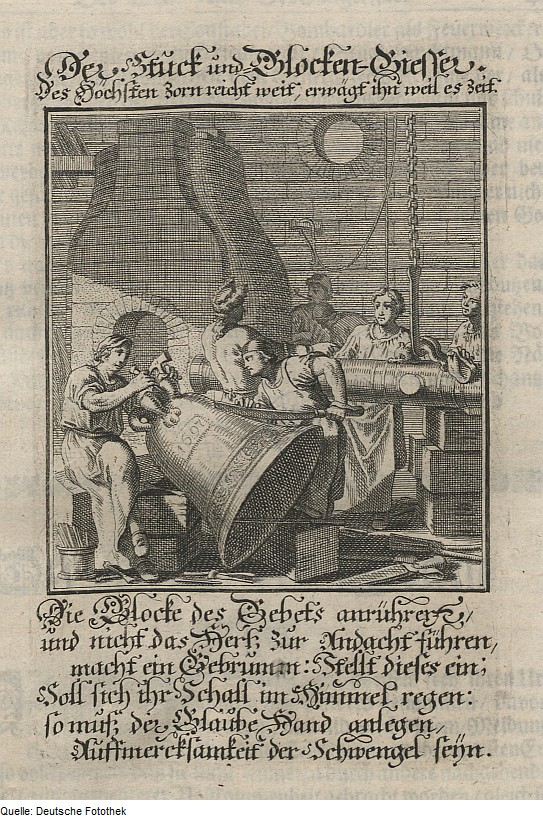
Das Ständebuch von 1698 zeigt das Nebeneinander von Glockenguss und Stückguss im 17. Jahrhundert

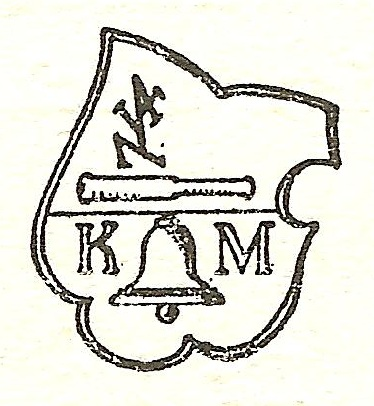
Wappen Middeldorps mit Hausmarke, Kanone und Glocke

Das Ratsgießhaus in Lübeck war die städtische Gießerei. Es befand sich an der Lastadie auf dem westlichen Traveufer, etwa gegenüber der Engelsgrube.

## Ratsgießhaus
Erstmals nachweisbar ist ein Bussengeterhaus durch eine Mietzahlung von 1546. 1581 war eine Reparatur notwendig. Der Nachfolger dieses alten Büchsengießerhauses wurde 1647 unmittelbar am Südflügel der Dröge errichtet und 1665/66 erweitert. Es handelte sich um einen nüchternen Bau ohne nennenswerten architektonischen Schmuck, sieht man von einem Treppengiebel an der Südfassade ab. Die obersten drei Stufen wurden später abgetragen und der Giebel an dieser Stelle der Dachschräge angeglichen.
Im Gießhaus wurden vorwiegend Geschütze und Glocken gegossen; die Gießereierzeugnisse wurden nur zum Teil für den Eigenbedarf der Stadt und ihrer Exklaven hergestellt, sondern waren hauptsächlich für die Ausfuhr bestimmt.
Tätig waren im Gießhaus unter anderem der Gießmeister Albert Benningk, der bis 1668 insgesamt 157 Bronzekanonen für die Niederlande herstellte, von 1713 bis zu seinem Tod 1753 der Ratsgießer Lorenz Strahlborn sowie der von 1771 bis 1790 amtierende Ratsgießer Johann David Kriesche.
Im Haus befanden sich drei Schmelzöfen; der größte hatte ein Fassungsvermögen von 18.000 Pfund Metall und wurde zuletzt 1811 vom Ratsgießer J.G.W. Landré zum Guss der beiden ca. 16.000 Pfund schweren Glocken des Schweriner Doms benutzt.  Einzelne Glocken wurden auch auf anderen Plätzen gegossen: so 1546 eine Pulsglocke für die Marienkirche auf dem Kirchhof der Maria-Magdalenenkirche (Burgkirche), 1699 die Dom-Pulsglocke auf dem Platz vor dem Haus des Werkmeisters am Dom, und 1707 eine Glocke für Stralsund auf dem Platz vor dem Burgtor.
1886 wurde das Ratsgießhaus zusammen mit der benachbarten Dröge abgerissen. In Lübeck selbst sind keine Zeugnisse der hier hoch entwickelten Stückgießerei mehr zu finden. Die im Frieden von Basel (1795) vereinbarte Neutralität der drei Hansestädte führte dazu, dass die Kanonen veräußert und die Wälle der Lübecker Stadtbefestigung geschleift wurden.

## Lübecker Ratsgießer
Die Ratsgießer hatten ein Privileg für den Guss aller Geschütze sowie von Glocken von über 2 Schiffspfund (rund 256 kg) Gewicht für die Stadt und ihr Landgebiet. Sie waren zugleich als Büchsenschütz (Büchsenmeister) für die Wartung der städtischen Geschütze und Schusswaffen zuständig und später auch als Konstabler sowie als Brandschutzexperten Spritzenmeister der städtischen Feuerlöschtruppe.
- Karsten Middeldorp, des Rates Bussengeter
- Matthias Benningk, erster aktenmäßig bezeugter Rats-Stück- und Glockengießer, ernannt 1561
- Reinhold Benningk, ernannt 1600
- Bernd Bodemann, ernannt 1614
- Heinrich Niemann, ernannt 1624
- Anton Wiese, ernannt 1632
- Nikolaus Wiese, ernannt 1657
- Albert Benningk, ernannt 1665
- Peter Christoph Geier, ernannt 1696
- Lorenz Strahlborn, ernannt 1714
- Johann Hinrich Armowitz, ernannt 1750
- Johann David Kriesche, ernannt 1771
- Johann Georg Wilhelm Landré, ernannt 1790
- Friedrich Wilhelm Hirt, ernannt 1819

Nach Hirts altersbedingtem Rücktritt zu Michaelis 1858 entschloss sich der Senat, das Amt nicht wieder zu besetzen.

## Weitere Gießereihäuser in Lübeck
Daneben bestanden weitere Grundstücke in der Altstadt, später vorzugsweise in den zuletzt bebauten Gebieten zwischen der Kupferschmiedestraße und der Engelswisch, insbesondere entlang der Fischergrube, die seit dem 14. Jahrhundert über Jahrhunderte als Gießereihäuser genutzt wurden. Dazu gehören in der Fischergrube die Nr. 27 und 46, die Große Burgstraße 47 und im Zuge des Umbaus der Sparkasse zu Lübeck aufgedeckt und ausgegraben die Breite Straße 26, um nur einige zu nennen. Die Gießereihäuser liegen ab dem 14. Jahrhundert im Nordwesten der Stadt in Bereichen, die vom Luftangriff am Palmsonntag 1942 im Wesentlichen verschont blieben. Daher stehen Grabungsergebnisse nur eingeschränkt zur Verfügung. Weitere Gießer siehe unter Gießer (Lübeck).

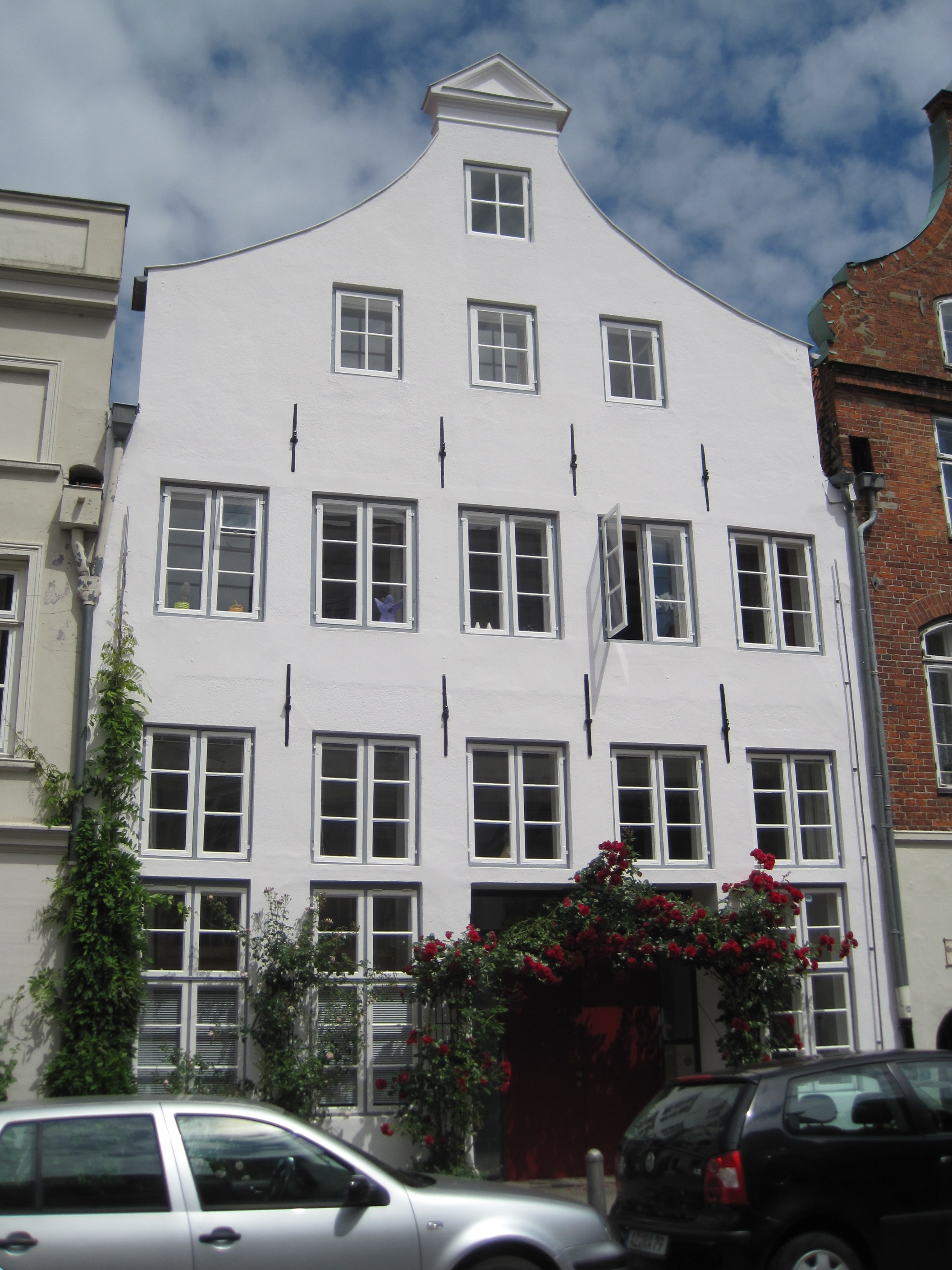
Straßenseite des Gießereihauses „Zum Lamm“ in der Fischergrube 46
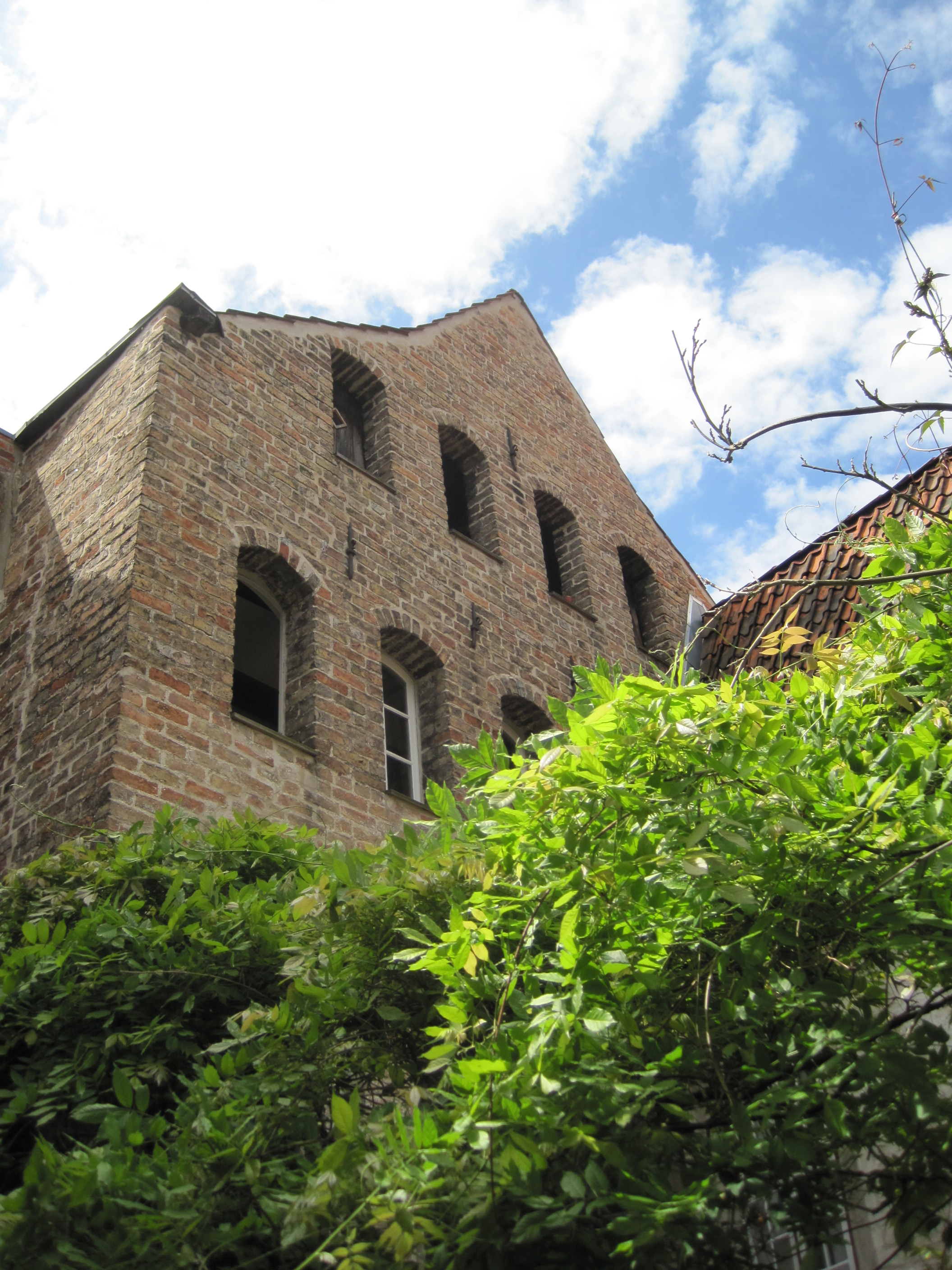
Rückfassade des Gießereihauses „Zum Lamm“